# رقاح آكل البذور
رقاح آكل البذور أو آكل البذور البرنسيبي (الاسم العلمي Crithagra rufobrunneus)، نوع طير من الرقاح وفصيلة الشرشوريات. موطنه ساو تومي وبرنسيب.